# Ratpenat de les illes Bonin
El ratpenat de les illes Bonin (Pipistrellus sturdeei) és una espècie de ratpenat de la família dels vespertiliònids que es troba al Japó.